# 阿木哥
阿木哥（？—1324年），真金太子次子答剌麻八剌庶长子，母郭氏，元武宗、元仁宗的大哥。

## 生平
郭氏本元世祖宫人。答剌麻八剌稍长，元世祖赐给孙子，生阿木哥。大德六年（1302年），籍河西宁夏善射军隶属于阿木哥麾下。元武宗即位，封魏王，赐兽纽金印。元仁宗即位，入观。仁宗谕行省：“朕与阿木哥同父异母，朕不抚育之，彼将谁赖耶？赐钞二万锭，他勿援例。”次年，赐庆元路定海县六万五千户为食邑。不久因罪谪徒耽罗，后移大青岛。有术士赵子玉对王府司马曹脱不台等说：“阿木哥名应图谶。”潜谋航海至大青岛，迎阿木哥入都作乱。走到利津，事发，赵子玉等伏诛。内徙阿木哥到大同。泰定元年（1324年），召阿木哥赴阙。六月，阿木哥卒。

## 子女
二子：
- 阿鲁（西靖王），至顺元年（1330年）被元文宗封为西靖王，出镇陕西
- 孛罗帖木儿（魏王，高丽恭愍王仁德王后鲁国大长公主之父）

一女：
- 曹国长公主金童（1308－1325年），高丽忠肃王的王妃

## 资料来源
- 《元史·宗室世系表》
- 《新元史》